# Marc Pugh
Marc Anthony Pugh (Bacup, Inglaterra, 2 de abril de 1987) es un futbolista inglés que juega de centrocampista y se encuentra sin equipo tras finalizar su contrato con el Shrewsbury Town F. C.

## Trayectoria
Jugó en las categoría inferiores de Burnley, luego estuvo a préstamo en el primer equipo del Kidderminster Harriers (7 partidos entre 2005 y 2006), pasando posteriormente por el Bury, Shwresbury, Luton (préstamo), Hereford (préstamo, 9 partidos) y AFC Bournemouth. En julio de 2019 se unió al Queens Park Rangers. Tras abandonar el club al término de la temporada, a finales de octubre de 2020 firmó con el Shrewsbury Town F. C., equipo que abandonó en enero de 2021 una vez finalizó su contrato.